# Walter Stamm
Walter Willi Otto Stamm (ur. 25 listopada 1904 w Brunszwiku, zm. 7 listopada 1970 w Berlinie Zachodnim) – SS-Sturmbannführer, wysoki rangą funkcjonariusz niemieckiej policji bezpieczeństwa w okupowanej Warszawie.

## Życiorys
Do NSDAP wstąpił późno jak na człowieka zajmującego wysokie stanowisko w szeregach służb bezpieczeństwa. Otrzymał bowiem nr legitymacji partyjnej 3 472 486; z kolei jego numer członkowski w SS to 291 041. 11 września 1938 został awansowany do stopnia SS-Obersturmführera.
Od 1939 do 1941 pracował w placówce Gestapo w Poczdamie (Staatspolizeistelle). Od marca 1941 do października 1944 pełnił natomiast funkcję kierownika Wydziału IV w urzędzie Komendanta SD i policji bezpieczeństwa (KdS) na dystrykt warszawski. Fakt ten czynił go jedną z najważniejszych osobistości w niemieckim aparacie policyjnym w Warszawie. Kierowany przez niego wydział stanowił bowiem najliczniejszą komórkę organizacyjną w urzędzie warszawskiego KdS, a jego podstawowym zadaniem było zwalczanie polskiego ruchu oporu. Stamm osobiście nadzorował najważniejsze śledztwa. Ponadto podległy mu wydział odpowiadał za planowanie i koordynację wszystkich akcji represyjnych wymierzonych w ludność stolicy – tj. ulicznych łapanek, masowych wywózek do obozów koncentracyjnych oraz tajnych i publicznych egzekucji. Od decyzji Stamma zależał zazwyczaj los polskich więźniów politycznych przetrzymywanych na Pawiaku. W zakres zadań Wydziału IV wchodziły również wszystkie tzw. sprawy żydowskie. W dniu 20 kwietnia 1943 otrzymał awans na SS–Sturmbannführera.
Jego nazwisko znalazło się na szczycie listy niemieckich funkcjonariuszy aparatu terroru, którzy zostali skazani przez podziemne sądy na śmierć w tzw. akcji Główki. 6 maja 1944 o godz. 12.00 żołnierze oddziału Agat Armii Krajowej przeprowadzili w al. Szucha nieudany zamach na Stamma pod kryptonimem akcja "Stamm".
Po wojnie Stamm zamieszkał w Niemczech Zachodnich. W 1960 został zatrzymany w związku ze śledztwem prowadzonym w sprawie jego zbrodni w Warszawie, szybko jednak opuścił areszt. Zmarł w 1970 roku, na krótko przed zakończeniem prowadzonego przeciw niemu śledztwa.